# Volksvertegenwoordiger
Een volksvertegenwoordiger is iemand die door middel van verkiezingen is verkozen om de bevolking van een land of van een stad of een ander gebied te vertegenwoordigen in een overheidsorgaan. 
Een volksvertegenwoordiger kan actief zijn op verschillende niveaus, waaronder:
- op het niveau van stad of gemeente,
- op het niveau van een provincie of deelstaat,
- nationaal niveau, ofwel op het niveau van de staat,
- op internationaal niveau, bijvoorbeeld in het Europees Parlement.

De organisatie waarin volksvertegenwoordigers opereren heet bijvoorbeeld parlement of gemeenteraad. In algemene zin wordt dit wel de volksvertegenwoordiging genoemd. 
Tot de taken van de volksvertegenwoordiging wordt gerekend:
- het vaststellen van wetten of andere reglementen;
- het controleren van het bestuur, dat wil zeggen, de regering, of bestuur van de lokale overheid.

De bevoegdheden van volksvertegenwoordigers kunnen sterk uiteenlopen. 
Een volksvertegenwoordiger kan direct of indirect gekozen zijn. De term indirect gekozen wil zeggen dat de bevolking een groep personen kiest, die op hun beurt de eigenlijke volksvertegenwoordigers kiezen.